# عنيزة (سيئون)

'

تعديل مصدري - تعديل

عنيزة هي إحدى قرى عزلة سيئون بمديرية سيئون التابعة لمحافظة حضرموت، بلغ تعداد سكانها 292 نسمة حسب تعداد اليمن لعام 2004.